# Речмедин, Валентин Остапович
Валентин Остапович Речмедин (12 февраля 1916 — 6 июня 1986) — советский украинский журналист и писатель, наиболее известен как автор романа «Весенние грозы». В 1950-х годах — главный редактор газеты «Радянська культура», заместитель главного редактора газеты «Літературна Україна». 

## Биография
Родился в 1916 году в селе Андрушевка, Липовецкого уезда Киевской губернии Российской империи, в семье учителя.
Окончил Уманский кооперативный техникум.
В 1934 году начал работать в газете «Молодий Бiльшовик» в Виннице.
С 1939 года — журналист во Львовских в газетах «Вільна Україна» и «Ленінска Молодь».
Начало Великой Отечественной войны застало его во Львове, был активным участником партизанского движения в Винницкой области, редактор газеты «Партизанская правда» партизанской бригады.
Награждён Орденом Красной Звезды (2.5.1945) и Орденом Отечественной войны II степени (1985).
После войны переехал в Киев. Член КПСС с 1947 года.
Работал корреспондентом газеты «Радянська Україна», заместителем главного редактора газеты «Літературна Україна».
В 1955—1962 годах — главный редактор газеты «Радянська культура».
В 1963—1976 годах — заместитель главного редактора журнала «Витчизна».
Умер в 1986 году в Киеве.

### Семья
Братья — журналист Леонид Речмедин и физик-географ Иван Речмедин.
Был женат, жена — Мария, с которой он познакомился в партизанском отряде, дети — две дочери-близняшки.

## Творчество
Писать начал после войны, истории часто основывались на его собственном опыте. Писал на украинском языке, но несколько книг были переведены самим автором на русский язык.
Основные темы — героическая борьба советских людей против фашизма (романы «Когда закипала кровь», 1958; «Весенние грозы», 1961; повесть «Девушка в терновом венке», 1967), утверждение высокого звания трудящегося человека (сборник рассказов «Ветер с берегов юности», 1960; романы «Огонь отцовых ран», 1969; «Рождение Афродиты», 1974; «Пора поздних дорог», 1975).

### Роман «Весенние грозы»
О доколхозной деревне, где в 20-е годы шла ожесточенная классовая борьба с кулаками и нэпманами, ведёт свой рассказ В. Речмедин — роман «Весенние грозы».
Главное произведние писателя — роман «Весенние грозы», впервые вышедший в Киеве на украинском языке в 1961 году, а в 1976 году в переводе на русский язык изданный общесоюзным московским издательством «Советский писатель».
Действие романа происходит в первые годы установления Советской власти на Украине, автор показывает духовное возрождение украинского крестьянства, культурную революцию на селе.
В центре повествования крестьяне села Горниловка, которые в условиях жестокой классовой борьбы строят новую жизнь, ведут активное наступление на неграмотность, темноту, суеверия.
Роман основан на автобиографичных данных, прототип главного героя Евгения Чумака — бывший в 1920-е годы в школе села Андрушевка школьным учителем писателя Анатолий Олейник.

Основная тема романа «Весенние грозы» — формирование характера, нравственного и психологического облика нового человека, рожденного в огне Октября, в битвах за Советскую власть, в борьбе за построение коммунизма. Писатель стремится многосторонне нарисовать трудную пору становления Советского государства, показать бурную весну Октября.
При этом Валентин Речмедин тяготеет к ситуациям напряжённым, подчас — трагическим. Его творческое внимание привлекают люди сложной и нелегкой судьбы, он не боится никакого «сгущения красок» там, где сталкиваются интересы нового и старого, сегодняшнего и вчерашнего; действие у него протекает бурно, в драматических столкновениях и резких поворотах.
Персонажи, как правило, совмещают в себе самые различные, нередко — противоречивые черты, самые контрастные особенности и индивидуального характера и социального облика. Все это придает героям Валентина Речмедина большую жизненную достоверность, автор наделяет их не вымышленными, а вполне реальными человеческими свойствами.
— литературовед Л. Ф. Хинкулов, журнал «Радуга», 1977 год